# Antoni Serra i Camarasa
Antoni Serra i Camarasa   (Barcelona, 25 de febrer de 1936 - Barcelona, 18 d'abril de 2023) va ser un periodista català. El 1955 va començar a treballar a Radio Juventud Barcelona, i després continuà a Radio Nacional de España, a la que va estar vinculat fins a la seva jubilació el 1994. De 1973 a 1978 va presentar el programa Giravolt de TVE a Catalunya i el 1975 li fou atorgat un dels Premis Ondas. El 1980 fou nomenat cap d'informatius de TVE a Catalunya i el 1983 cap d'informatius de Radio Nacional de España, càrrec que deixà el gener de 1985 quan fou nomenat director a Catalunya de Radiocadena Española. També ha rebut el Premi Ciutat de Barcelona de Ràdio i Televisió.
El 2014 va rebre el premi d'honor de la VI edició dels premis Miramar a la creativitat audiovisual.